# 三羽信比古
三羽 信比古（みわ のぶひこ、1949年 - ）は、日本の生命工学研究者。県立広島大学名誉教授、NPO法人日本老化防御医科学センター理事長、一般社団法人 水素医療研究所所長。学位は薬学博士（東京大学）。

## 研究業績
格子状のチタン母体にプラチナで超平滑メッキした菱形の電極端子の重層3枚を主体にして構成される「電気分解装置」によって水素ナノバブルを高密度に生成し、この水素ナノバブル温水で満たした「水素風呂」では、血液中の抗酸化力は顕著に上昇するが、水素不含の通常風呂では無効であること（被験者延べ6名）を見出した。
併せて、水素ナノバブル温水（主要なヒト皮膚角化細胞の平均径の約160分の1に相当する0.094ミクロン径の超微細な気泡を含む）の水素風呂は、自己免疫疾患（多発性筋痛・多筋炎、リウマチ性関節炎、膠原病・皮膚筋炎、膠原病・皮膚筋炎など）の皮膚症状と炎症マーカーCRPを抑制すること（被験者延べ12名）を見出した。
他方、呼吸器系から全身に水素を送達する「水素ガス吸入」は、血液中の抗酸化力を増強するが、単なる空気のダミー吸入では無効であること、および、血液ドロドロ化に繋がる赤血球の凝集を抑制すると共に、免疫増強をもたらす白血球の貪食能力を活性化すること（健常者延べ4名）を見出した。
水素風呂では、手の指先で観測した毛細血管の太さと流れが促進すると共に、通常風呂では湯冷めする湯上がり後60分でも、胴体、特に胃腸部域での深部体温が保持されること（健常者延べ24名）を見出した。
その他、水素ナノバブル水は、IV型／I型コラーゲンを増産させると共に、一日600mLを経鼻カテーテルでの強制胃内投与によって床ずれ（褥瘡）を改善すること（自力で飲食できない71〜101歳の高齢患者22名）、さらに、水素飲水が、酸化還元電位で計測した唾液中の抗サビ力（過剰酸化を防御する効力）を増強すること（66-100歳の高齢の健常者延べ4名）、尿中DNA酸化損傷物8-0HdGで調べた全身DNA損傷を防御すると共に、肝臓障害マーカーAST・ALT・ガンマ-GTPを抑制すること（健常者延べ8名）、および、医療処置なしでの糖尿病マーカーHbA1cを抑制すること（糖尿病予備軍者のうち水素飲水で9名、さらに別途水素風呂で6名）も見出した。
これら各種の水素効能の共通基盤は、地球上で一番小さな分子である水素の一大特性である「組織・臓器への深部浸透力」の大きさ、および、「抗酸化力（活性酸素を消去する効力）」であることを示唆するデータも取得した。

## 学歴
- 大阪大学理学部 卒業
- 大阪大学大学院生物化学専攻 修了
- 東京大学大学院薬学系研究科 薬学博士 学位授与[10]

## 職歴
- 国立予防衛生研究所（現：国立感染症研究所）抗生物質部 主任研究官
- 県立広島大学 生命環境学部 教授
- 県立広島大学大学院 研究科長・専攻長・評議員・緑農地センター長
- 大阪物療大学 保健衛生学部 教授
- NPO法人 日本老化防御医科学センター[1]理事長
- 一般社団法人 水素医療研究所[2] 所長・代表理事

## 所属外学術歴
- 三菱商事ライフサイエンス株式会社子会社 ビタミンC60バイオリサーチ株式会社[11][12]取締役
- 日本水素医療美容科学会[13]理事長
- 日本水素水振興協会 理事
- 日本RF温熱療法協会[14]理事
- 経産省管轄NEDOナノ素材フラーレン研究 班長
- 文部省 がん特別研究 抗腫瘍因子班・神経細胞死班・厚生省 周産期生理機能斑
- 日本基礎老化学会[15]評議員

以上、歴任

## 著書（単独編著）
著者自身の取得データを主体に著述されている水素医療・美容に関する著書2冊
- 「水素の効力：ガン／新型コロナ／糖尿病／美肌／アトピーへの新たな攻略法」[16]（ニュートリエントライブラリー）
- 「水素の美容・健康力」[17]（ニュートリエントライブラリー）

水素ナノバブルと同じく抗酸化剤であるビタミンCに関する著書2冊
- 「ビタミンCの知られざる働き：生体への劇的な活性化メカニズム」[18]（丸善出版）
- 「バイオ抗酸化剤プロビタミンC：皮膚障害・ガン・老化の防御と実用化研究」[19]（フレグランスジャーナル社）

抗酸化剤による細胞死の制御に関する著書4冊
- 「細胞死の生物学：細胞に内蔵された自殺プログラム」[20]（東京書籍）
- 「逆説！細胞死が生命を形造る：がん治療と老化防止への衝撃提言」[21]（NTT出版）
- 「プログラムされた死：生命現象のパラドックス」[22]（岩波書店）
- 「細胞死制御工学：美肌・皮膚防護バイオ素材の開発」[23]（シーエムシー出版）